# Punkt triangulacyjny

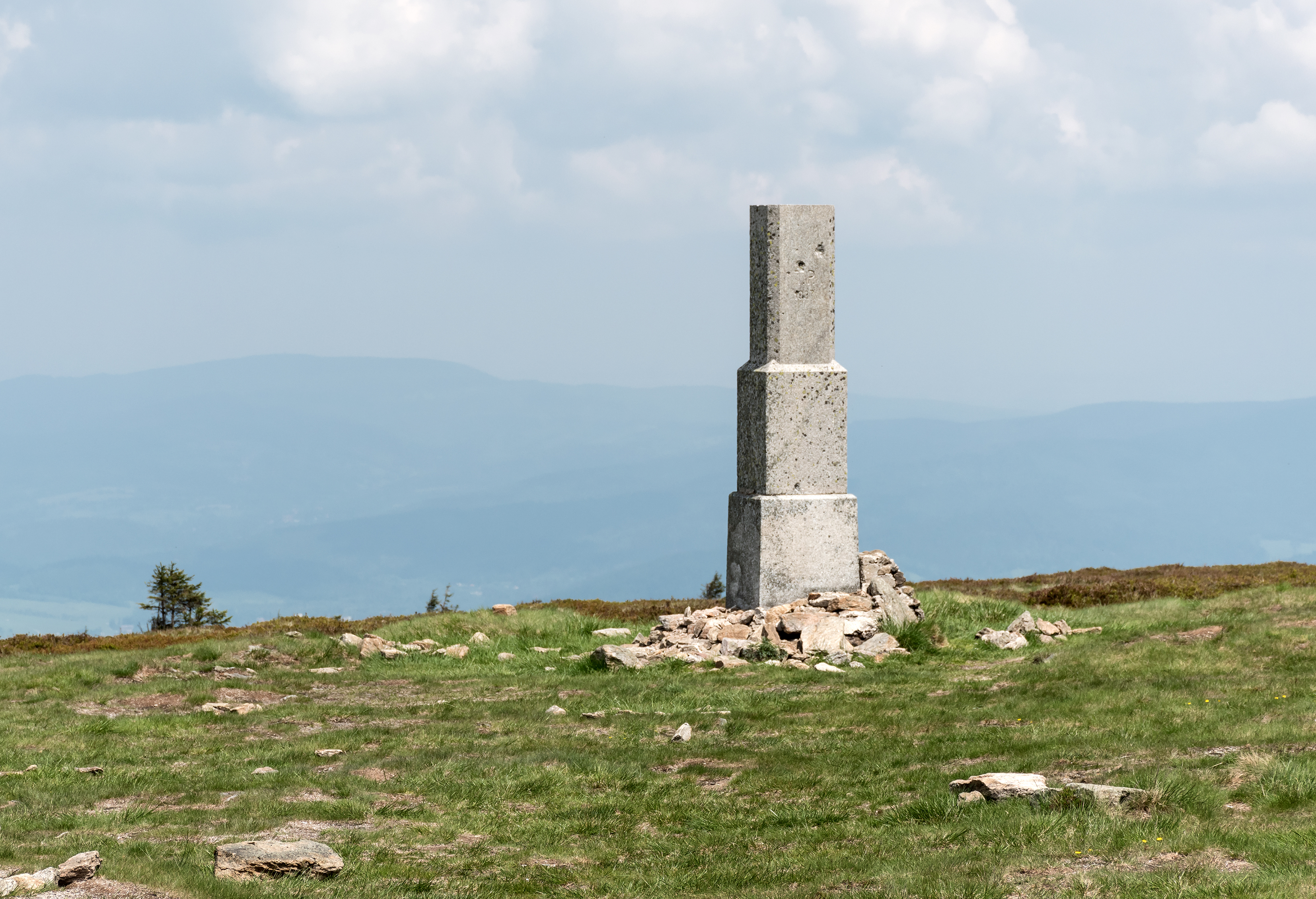
Punkt triangulacyjny na szczycie Śnieżnika

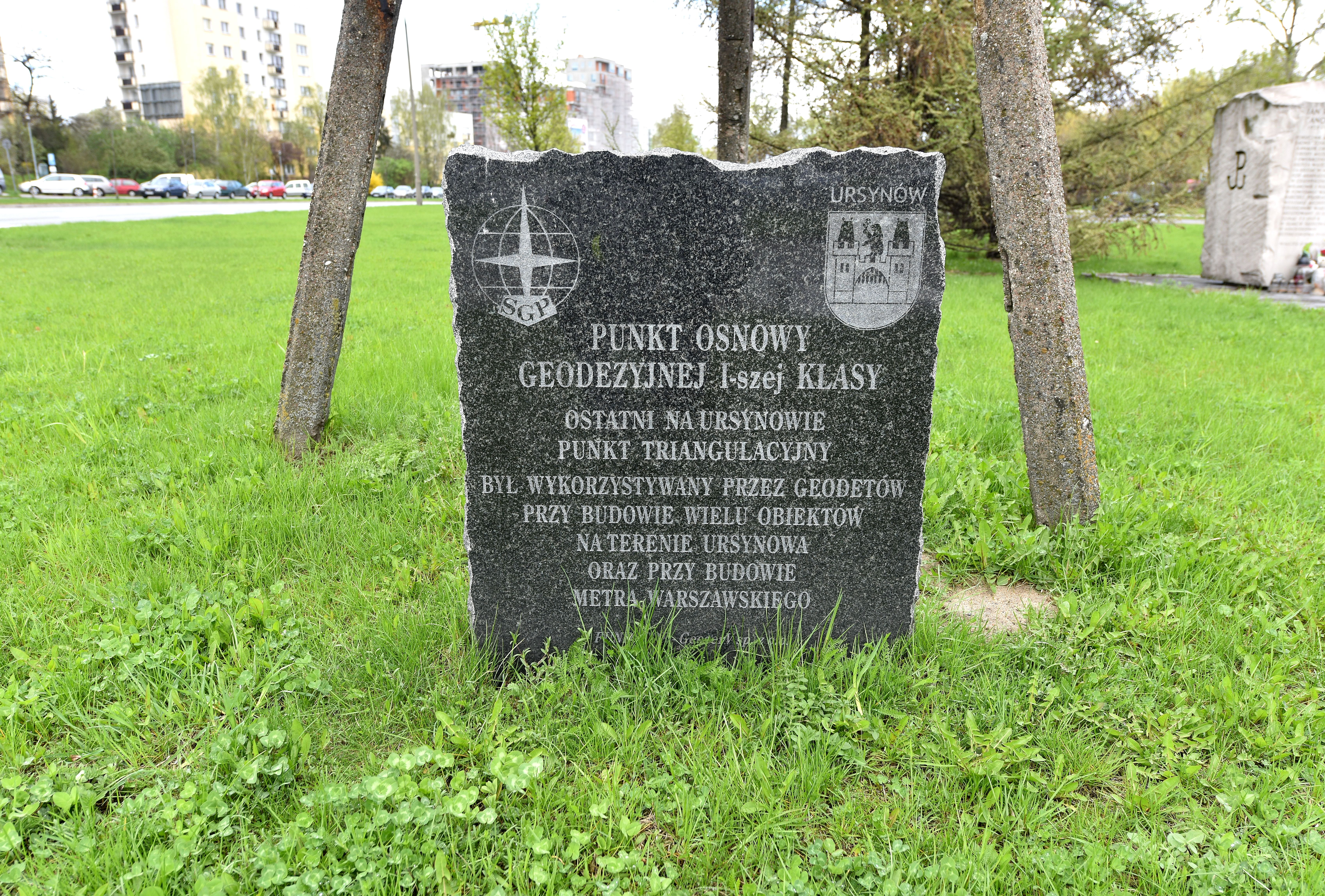
Punkt triangulacyjny w al. Jana Rodowicza „Anody” w Warszawie

Punkt triangulacyjny – szczególny punkt geodezyjny na powierzchni Ziemi o znanych współrzędnych geodezyjnych względem przyjętego układu odniesienia, wyznaczający wierzchołek trójkąta sieci triangulacyjnej.

## Opis
Dla oznaczenia i wieloletniego zachowania miejsca położenia punktu w terenie stosuje się znaki geodezyjne wykonane z betonu, kamienia lub innych trwałych materiałów. Punkty triangulacyjne stabilizuje się przez osadzanie znaków geodezyjnych. Istotną częścią znaku jest centrum trwale oznaczone na powierzchni znaku określające miejsce położenia punktu. Każdy taki punkt posiada numer i nazwę ustaloną od nazwy miejscowości, na której obszarze jest położony. Dla zabezpieczenia bezpośredniej widoczności między sąsiednimi punktami triangulacyjnymi wznosiło się budowle triangulacyjne (specjalne słupki, słupy, wieże triangulacyjne).
W punktach triangulacyjnych mierzy się kąty trójkąta. Punkty triangulacyjne stanowią podstawę ścisłych pomiarów większych obszarów.